# Kaptol (Chorwacja)
Kaptol – wieś w Chorwacji, w żupanii pożedzko-slawońskiej, w gminie Kaptol. W 2011 roku liczyła 1409 mieszkańców.